# Michael Woods
Michael Woods (Ottawa, Ontario, 12 d'octubre de 1986) és un atleta i ciclista canadenc, professional des del 2013. Actualment corre a l'equip Israel-Premier Tech.
Abans de dedicar-se al ciclisme, Michael Woods havia estat un atleta de mig fons. En el seu palmarès com a atleta destaquen els rècords nacionals de la milla i els 3000 metres i la medalla d'or dels 1500 metres dels Campionats Panamericans júniors d'atletisme de 2005. El 2007 abandonà la pràctica de l'atletisme per culpa d'una fractura per estrès del peu esquerre.
Des del 2013 es dedica professionalment al ciclisme, primer a l'equip Garneau-Québecor, i des del 2016 a l'equip Cannondale. En el seu palmarès destaquen dues etapes a la Volta a Espanya i una etapa al Tour de França.

## Palmarès
- 2015
  - 1r a la Clàssica de Loulé
  - Vencedor d'una etapa al Tour de Utah
  - Vencedor d'una etapa al Tour de Gila
- 2018
  - Vencedor d'una etapa a la Volta a Espanya
- 2019
  - 1r a la Milà-Torí
  - Vencedor d'una etapa del Herald Sun Tour
- 2020
  - Vencedor d'una etapa a la Tirrena-Adriàtica
  - Vencedor d'una etapa a la Volta a Espanya
- 2021
  - Vencedor d'una etapa al Tour dels Alps Marítims i del Var
  - Vencedor d'una etapa al Tour de Romandia
- 2022
  - 1r a la Ruta d'Occitània i vencedor d'una etapa
  - Vencedor d'una etapa a l'O Gran Camiño
- 2023
  - 1r a la Ruta d'Occitània i vencedor d'una etapa
  - Vencedor d'una etapa al Tour de França
- 2024
  -  Campió del Canadà de ciclisme en ruta
  - Vencedor d'una etapa a la Volta a Espanya

### Resultats al Giro d'Itàlia
- 2017. 38è de la classificació general
- 2018. 19è de la classificació general

### Resultats a la Volta a Espanya
- 2017. 7è de la classificació general
- 2018. 34è de la classificació general. Vencedor d'una etapa
- 2020. 34è de la classificació general. Vencedor d'una etapa
- 2022. Abandona (3a etapa)

### Resultats al Tour de França
- 2019. 32è de la classificació general
- 2021. No surt (19a etapa)
- 2022. No surt (21a etapa)
- 2023. 48è de la classificació general. Vencedor d'una etapa